# Pseudophoraspis buonluoiensis
Pseudophoraspis buonluoiensis är en kackerlacksart som beskrevs av Anisyutkin 1999. Pseudophoraspis buonluoiensis ingår i släktet Pseudophoraspis och familjen jättekackerlackor.
Artens utbredningsområde är Vietnam. Inga underarter finns listade i Catalogue of Life.